# Astragalus trichanthus
Astragalus trichanthus är en ärtväxtart som beskrevs av Vitaliǐ Petrovich Goloskokov. Astragalus trichanthus ingår i släktet vedlar, och familjen ärtväxter. Inga underarter finns listade i Catalogue of Life.